# Darko Stojanov
Darko Stojanov (in macedone Дарко Стојанов?; Štip, 11 febbraio 1990) è un calciatore macedone, difensore dello Sloga 1934.

## Carriera

### Club
Il 10 gennaio 2018 viene acquistato a titolo definitivo dalla squadra macedone del Renova.